# Мурадов, Отабек Бахриддинович
Отабек Бахриддинович Муродов (узб. Otabek Baxriddinovich Murodov, Отабек Бахритдинович Муродов; 6 апреля 1975, Яккабагский район, Кашкадарьинская область, Узбекская ССР, СССР) — узбекский государственный и политический деятель, Генеральный прокурор Узбекистана (2018—2019).

## Биография

### Ранние годы жизни
Отабек Бахритдинович Муродов родился 6 апреля 1975 года в поселке Яккабаг Яккабагского района Кашкадарьинской области. По национальности узбек.
В 1992 году окончил среднюю школу №3 имени А.С.Пушкина г.Шахрисабза, за отличные успехи и примерное поведение в средней школе награжден золотой медалью. В 1989-1991 годах руководил комсомольской организацией школы.

### Образование
В 1992 году поступил на факультет международно-правовых отношений Ташкентского государственного юридического института (ныне университет), который окончил с отличием в 1997 году.

### Трудовая деятельность
Трудовую деятельность начал в 1997 году стажером прокуратуры Шахрисабского района Кашкадарьинской области.
- В апреле-июне 1998 года – следователь прокуратуры Чиракчинского района Кашкадарьинской области.

- В период с октября 1998 года по июль 1999 года – следователь прокуратуры в Юкоричирчикском и Кибрайском районах Ташкентской области.

- В 1999-2002 годах – следователь по особо важным делам отдела по расследованию преступлений прокуратуры Ташкентской области.

- В 2002-2005 годах – следователь, старший следователь по особо важным делам Управления по расследованию преступлений Генеральной прокуратуры Республики Узбекистан.

- В период с января по август 2005 года – прокурор Чиракчинского района Кашкадарьинской области.

- В августе – октябре 2005 года – начальник информационно-аналитического отдела – заместитель начальника Управления по надзору за следствием в органах прокуратуры Генеральной прокуратуры Республики Узбекистан.

- С октября 2005 года переведен на работу в Аппарат Президента Республики Узбекистан.

- В 2005-2009 годах – ведущий инспектор по вопросам противодействия терроризму и религиозному экстремизму Аппарата Президента Республики Узбекистан.

- В 2009-2011 годах – главный инспектор по вопросам помилования и гражданства, главный инспектор по вопросам органов юстиции, прокуратуры и судов Аппарата Президента Республики Узбекистан.

- В 2011-2014 годах – заместитель министра юстиции–начальник Главного управления по контролю за исполнением законодательства Министерства юстиции Республики Узбекистан.

- В 2014-2015 годах – 3-й председатель Высшей квалификационной комиссии по отбору и выдвижению на должности судей при Президенте Республики Узбекистан.

- В 2015-2017 годах – 3-й государственный советник Президента Республики Узбекистан по взаимодействию с Олий Мажлисом, общественными и политическими организациями.

- В 2017-2018 годах – 1-й государственный советник Президента Республики Узбекистан по политико-правовым вопросам.

- В 2018-2019 годах – 5-й генеральный прокурор Республики Узбекистан.

Кандидат юридических наук (в 1998-2003 годах соискатель Академии МВД Республики Узбекистан)
Инициатор и непосредственный участник разработки многих законопроектов, среди которых Законы «О противодействии торговле людьми» (2008 г.), «О профилактике безнадзорности и правонарушений среди несовершеннолетних» (2010 г.), «О содержании под стражей при производстве по уголовному делу» (2011 г.), «О профилактике правонарушений» (2014 г.), «Об органах внутренних дел» (2016 г.), «О противодействии коррупции» (2017 г.), Избирательный кодекс Республики Узбекистан (2019 г.).

## Награды
Указом Президента Республики Узбекистан от 28 августа 2002 года награжден медалью «Жасорат» (в том числе за раскрытие следственным путем умышленных убийств с изнасилованием 9 девушек, совершенных в 1998-2000 годах со стороны А.Б., который являлся сотрудником органов внутренних дел, приговорен к высшей мере наказания)

### Общественная деятельность
- В 2017-2018 годах – председатель попечительского совета ННО «Центр стратегии развития».

- В 2018-2019 годах – председатель попечительского совета Ташкентского государственного юридического института.

- В 2018-2019 годах – председатель Межведомственной комиссии по противодействию коррупции

- В 2017-2018 годах – председатель Комиссии по реализации приоритетных направлений совершенствования системы государственного и общественного строительства (1-е направление Стратегии действий по пяти приоритетным направлениям развития Республики Узбекистан в 2017 — 2021 годах)

- В 2018-2019 годы – председатель Комиссии по реализации приоритетных направлений совершенствования судебно-правовой сферы (2-е направление Стратегии действий по пяти приоритетным направлениям развития Республики Узбекистан в 2017 — 2021 годах)

Владеет русским и английским языками.